# Fistuleuse

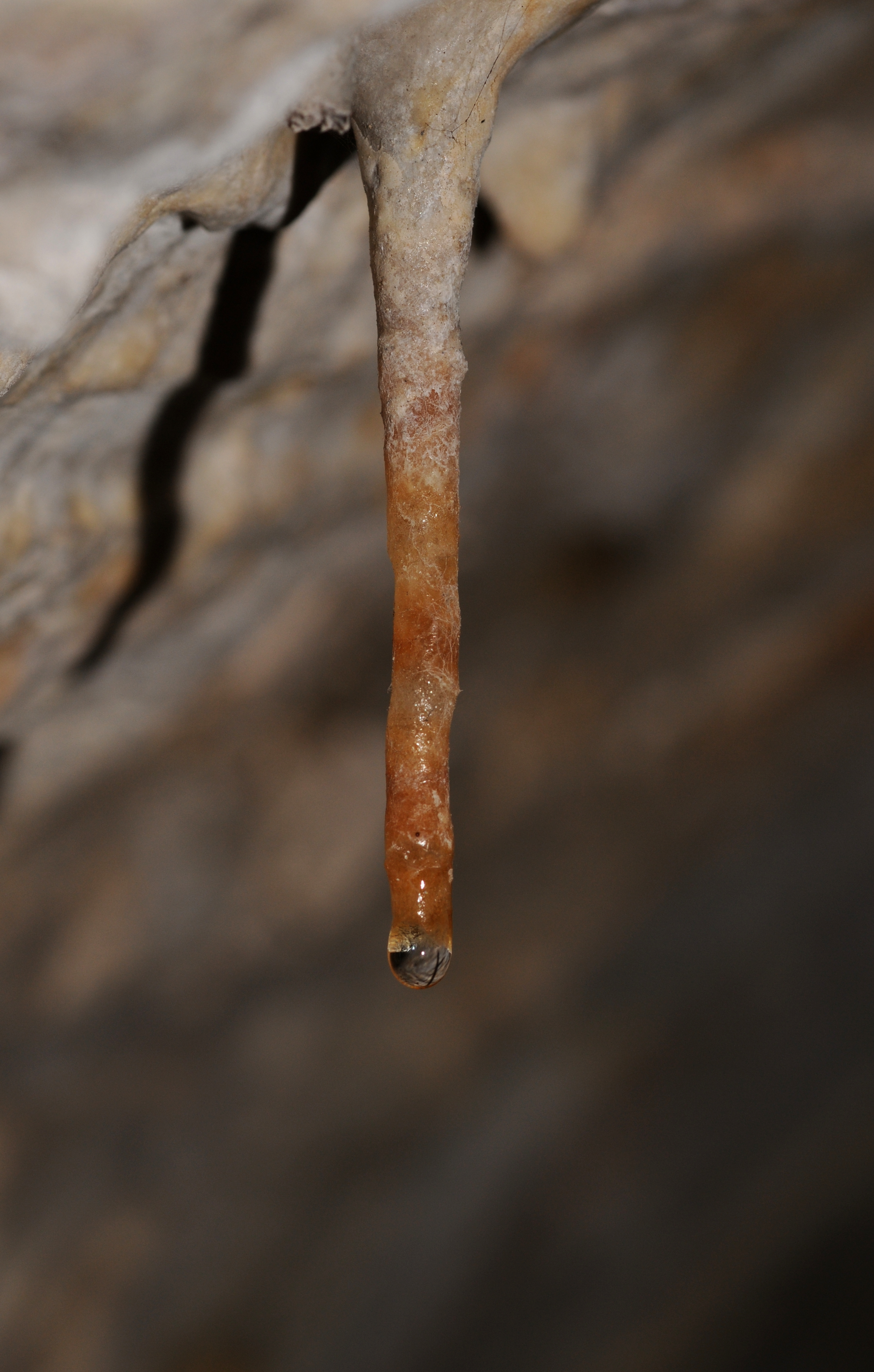
Si le calcaire dissout n'est pas accompagné de sels métalliques (oxydes de fer, de cuivre, de manganèse…) prélevés dans le sol, la calcite de la fistuleuse est d'une couleur blanche éclatante. Le plus souvent, ces oxydes présents dans l'eau apportent une teinte ocre (comme ici) qui peut varier du rouge au noir.

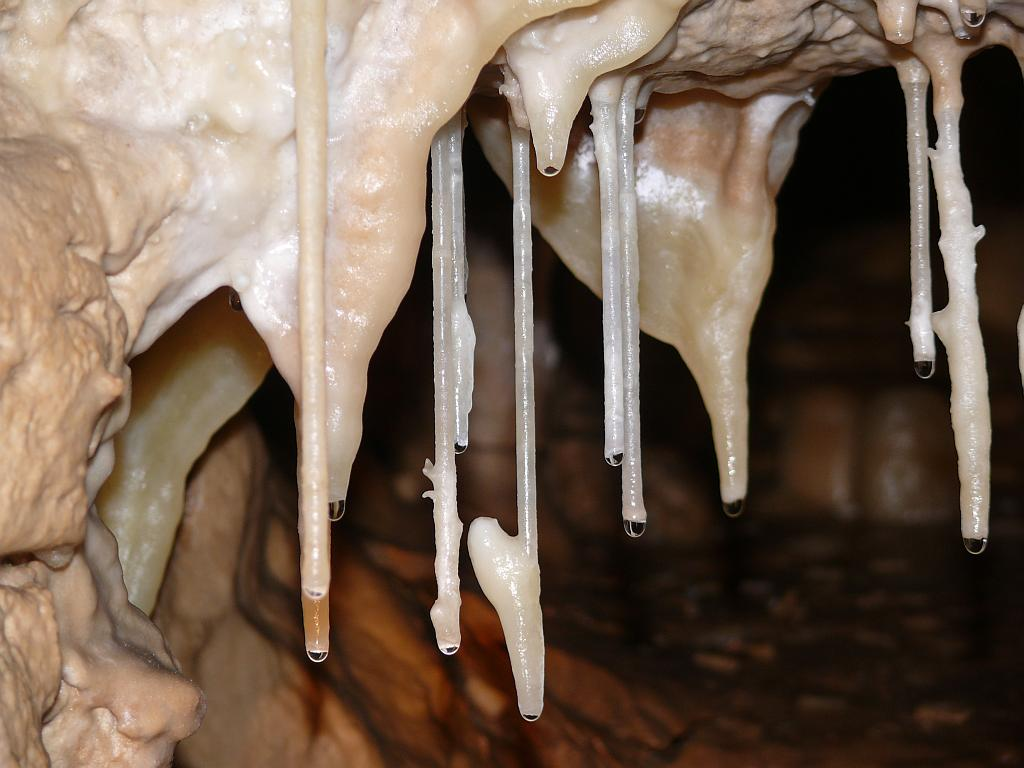
Fistuleuses dont une évoluant en excentrique.

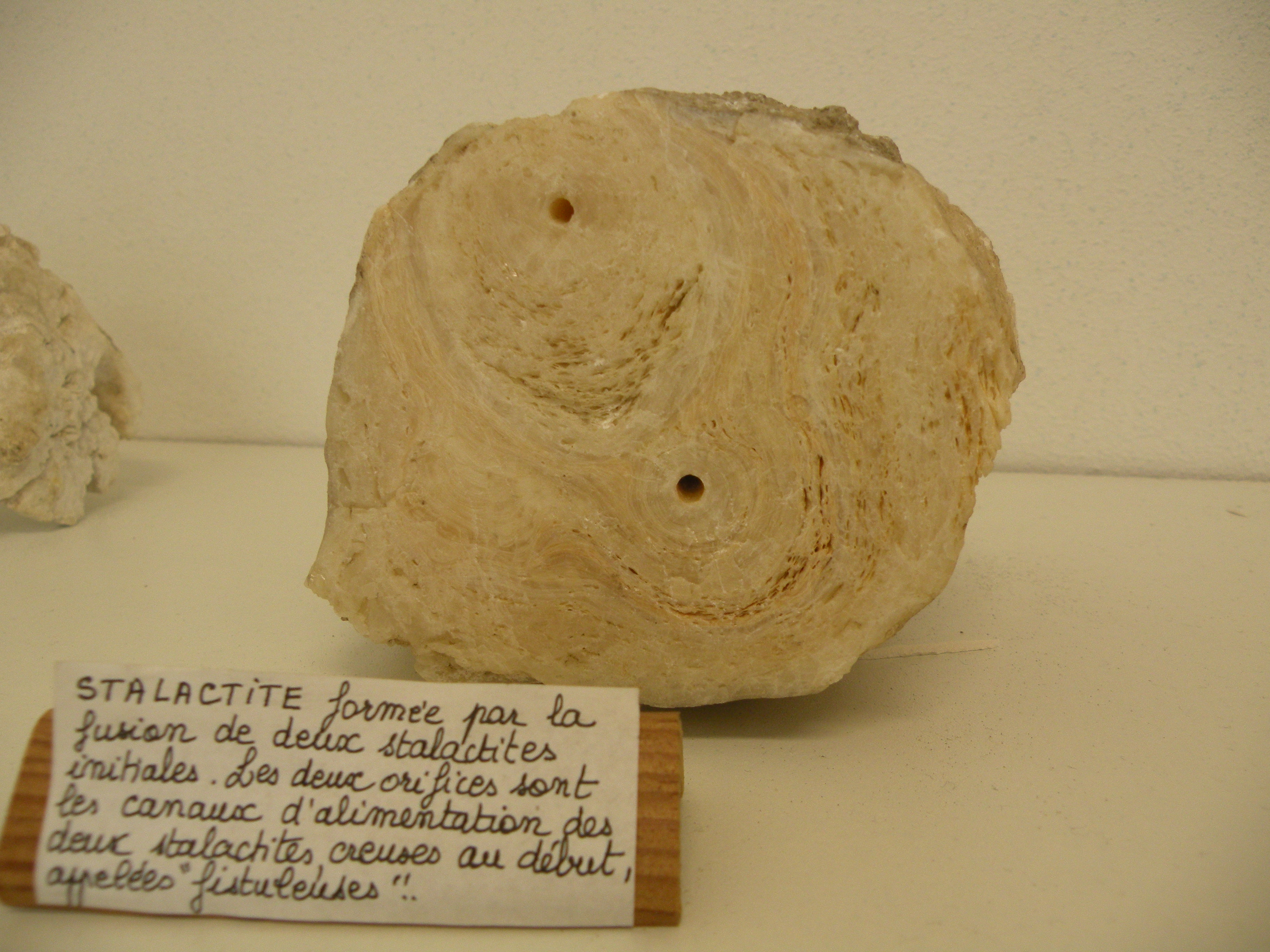
Coupe d'une stalactite.

Une fistuleuse (du latin fistulosus, « creux ») est une concrétion tubiforme monocristalline qui s'allonge suivant la verticale et au sein de laquelle circule l'eau d'infiltration. Il s'agit le plus souvent d'un tube de calcite creux, allongé, translucide, de diamètre égal (8 mm) à celui des gouttes d’eau qui sont à l'origine de sa formation par le processus de concrétionnement.
La fistuleuse qui fait partie des spéléothèmes classiques, est parfois appelée familièrement « macaroni ».

## Formation et évolution

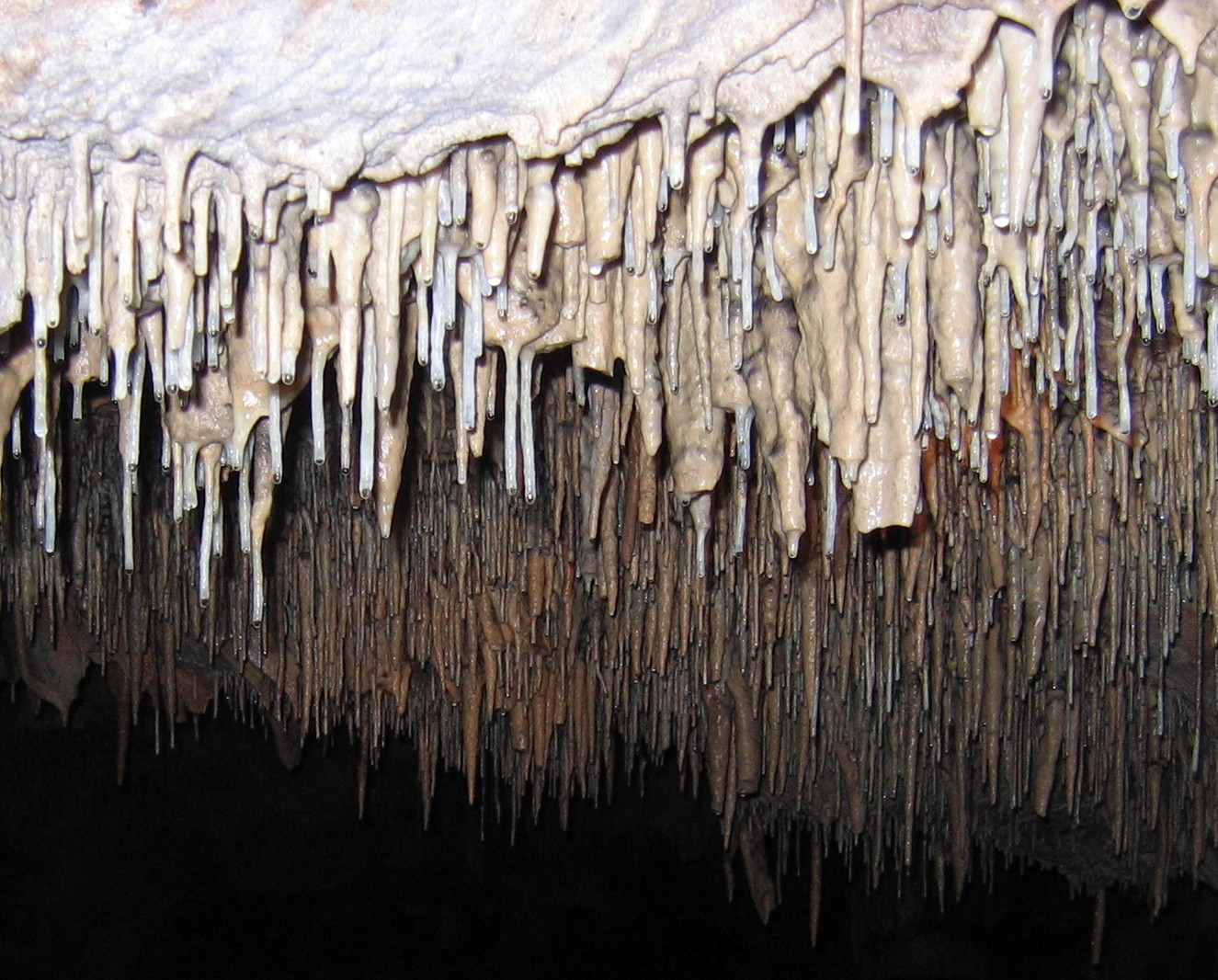
Stalactites (les tubes fins et droits sont appelés des fistuleuses) (Hérault).

L'eau qui s'égoutte à l'extrémité du canal dépose une fine corolle de concrétion qui allonge progressivement la formation. Ce support polycristallin forme un voile de cristaux dont l'orientation des axes est initialement aléatoire mais un seul de ces cristaux soumis à la pesanteur grandit, celui dont l'axe de croissance maximum est vertical.
« C'est la combinaison de la pesanteur et des forces isodiamétriques de capillarité (tension superficielle) qui lui donne sa
forme de cylindre vertical. La croissance du cristal selon son axe vertical est maximale car la force de cristallisation et la force de pesanteur s'additionnent. C'est pourquoi tous les axes des cristaux qui composent la concrétion sont parallèles et donnent ainsi l'apparence d'un seul cristal ».
Avec le temps, la fistuleuse peut ainsi s'allonger pour atteindre des tailles de plusieurs décimètres, ce qui lui confère une allure très esthétique, mais aussi une grande fragilité. Elle peut se rompre sous l'effet de son propre poids ou d'un souffle d'air.
L'extrémité du canal central de la fistuleuse peut également s'obturer sous l'effet de matières apportées par l'eau d'infiltration ou plus souvent par des perturbations extérieures (crues, salissures anthropiques, etc.). L'eau, qui ne peut s'écouler par le canal central, percole alors au travers de la paroi fine de la fistuleuse ou se détourne plus loin dans la fissure du massif. Le dépôt de concrétion carbonatée se reporte sur l'extérieur de la fistuleuse. Celle-ci évolue ainsi en stalactite classique, voire en draperie ou autre forme concrétionnée plus massive.

## Sites particuliers
Dans les grottes de Thouzon, les fistuleuses peuvent atteindre deux mètres. Cette grotte se caractérise par une très forte proportion de fistuleuses par rapport aux stalactites classiques.
Les grottes de Choranche (Vercors) renferment une fistuleuse exceptionnellement longue mesurant 3,20 m.
La grotte Amélineau (Lozère), proposée à l'inscription au patrimoine mondial de l'Unesco, contient plusieurs salles renfermant une profusion de fistuleuses parmi les plus longues d'Europe (2 à 4 m), remarquables par leur finesse et leur fragilité.
C'est en Suisse dans les grottes de Vallorbe (Vaud) que se trouve la plus longue d'Europe 4,30 m.
Le domaine de Bois-Maison à Vauhallan renfermait dans son sous-sol de nombreuses concrétions, dont un exemple rare de fistuleuse pulsante[réf. à confirmer].

## Galerie

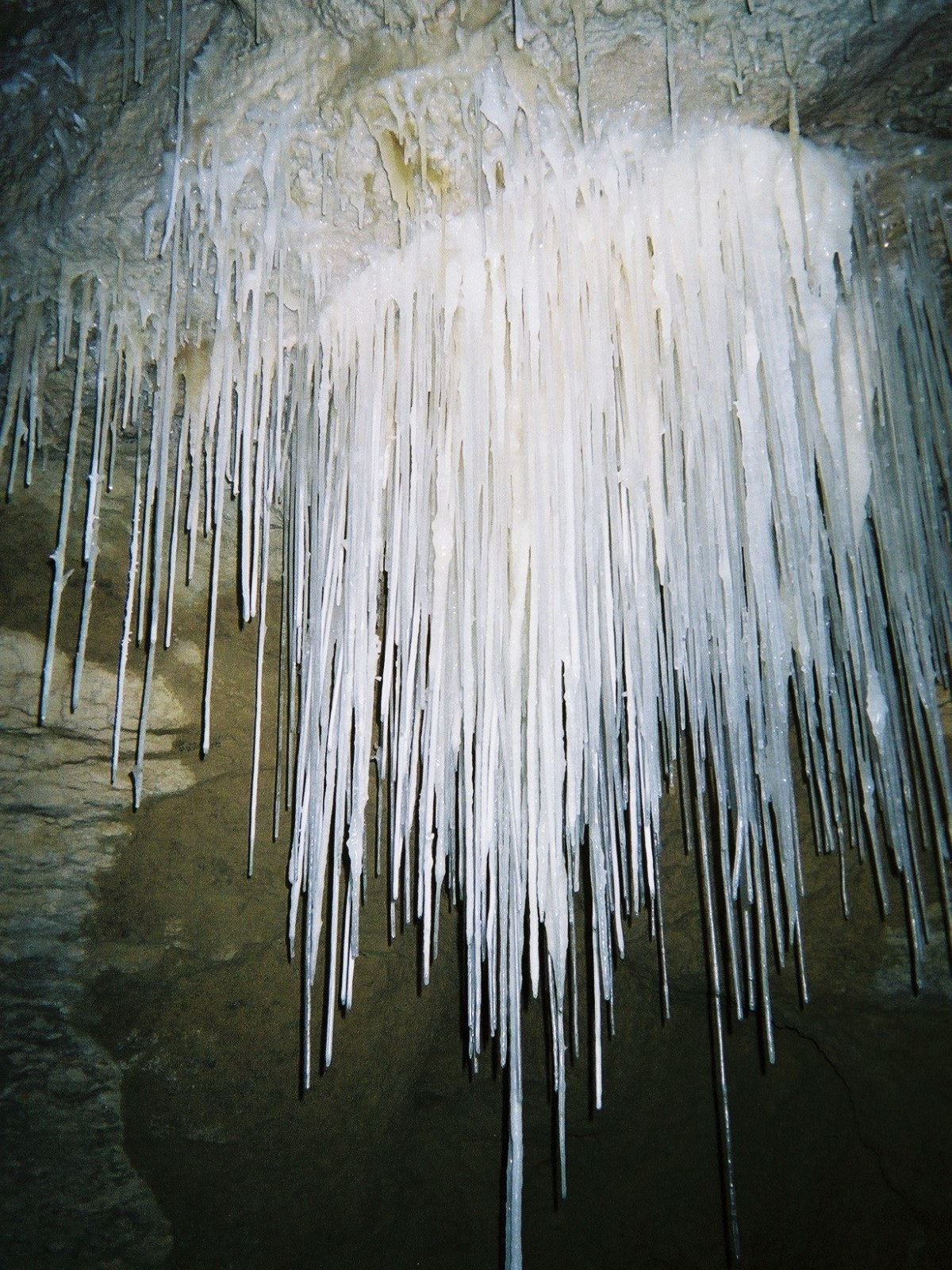
Pluie de fistuleuses.
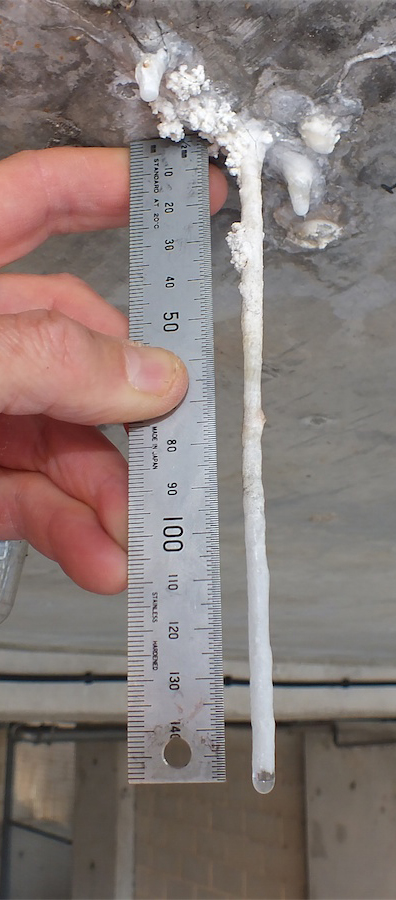
Fistuleuse de calthémite (en).